# Cova de Gough
La Cova de Gough (en anglès:Gough's Cave) es troba a la Gorja de Cheddar als Mendip Hills, a Cheddar, Somerset, Anglaterra. La cova té una fondària de 90 m i fa 2,135 m de llargada.
Conté una sèrie de grans cambres i formacions de roques, a més d'el Cheddar Yeo, el sistema de riu subterrani més gran de les Illes Britàniques.
Abans l'inici d'aquesta cova s'anomenava Sand Hole, i era accessible abans del segle xix. Entre 1892 i 1898, Richard Cox Gough va excavar i obrir al públic més zones d'aquesta cova, fins a la Diamond Chamber, el final de la cova visitable actualment. L'enllumenat elèctric es va instal·lar el 1899.
Aquesta cova és susceptible de ser inundada com per exemple va passar en la Gran Inundació de 1968.

## Ocupació humana
El 1903 s'hi van trobar les restes de l'anomenat Cheddar Man que és l'esquelet complet més antic conservat a les Illes Britàniques, amb una antiguitat estimada de 7150 aC. L'anàlisi del seu ADN mitocondrial mostra que aquest esquelet encara té descendents seus a Cheddar.
El 2007 s'hi va trobar la carcassa d'un mamut d'uns 13.000 anys d'antiguitat.
El 2010 uns altres ossos humans van ser analitzats amb radiocarboni i es dataren en uns 14.700 anys enrere. Es creu que els ossos mostren activitats de canibalisme.